# Université Mount St. Mary's
L'université Mount St. Mary's (Mont-Sainte-Marie) est une université privée catholique américaine, située à Emmitsburg dans le Maryland et l'archidiocèse de Baltimore . Elle est connue familièrement comme « The Mount ».

## Historique
En 1805, le père Jean Dubois, prêtre français de la Compagnie des prêtres de Saint-Sulpice (Societas Presbyterorum a Santo Sulpitio), et futur évêque de New York, achète le terrain et pose la première pierre de l'église Saint Mary's on the Hill d'Emmitsburg, fondant postérieurement le Séminaire de Mount St. Mary's. En juin 1809, il aide Elizabeth Ann Seton à ouvrir le Saint Joseph College, collège  universitaire pour jeunes filles, qui fusionne avec Mount St. Mary's en 1973.
En 2014, elle comptait 2 240 étudiants.

## Sports
Mount St. Mary's est présente en compétition avec 14 équipes, en División I de la NCAA et forme une partie de la Northeast Conference.

## Anciens élèves
- Silas Chatard (1834-1918)
- Le bienheureux Stanley Rother (1935-1981), martyr au Guatemala, a étudié au séminaire de l'université
- William Edward Lori (1951-)
- Michael Jackels (1954-)
- Paul Coakley (1955-)
- James Conley (1955-)